# Roland Crancée
Pas d'image ? Cliquez ici

a Compétitions nationales et continentales officielles uniquement.

b Matchs officiels uniquement.
Dernière mise à jour le 9 août 2013.
Roland Crancée, né le 24 septembre 1932 à Tréveray dans la Meuse et mort le 18 septembre 2012 à Tarbes, est un joueur de rugby à XV, qui a joué avec l'équipe de France en 1960 et 1961, évoluant au poste de troisième ligne centre.

## Biographie
Roland Crancée joue successivement pour le Stade bagnérais lors de la saison 1958-1959, le FC Lourdes de 1959 à 1964 et le FC Saint-Claude de 1964 à 1975. Avec le FC Lourdes, il devient champion de France en 1960 grâce à la victoire 14 à 11 contre l'AS Béziers en finale. Il dispute son premier test-match le 17 août 1960 à Buenos Aires contre l'Argentine (victoire 29 à 6). Sa deuxième et dernière sélection est contre l'Écosse le 7 janvier 1961 à Colombes lors du Tournoi des Cinq Nations (victoire 11 à 0). Lors de son passage au FC Saint-Claude, il devient l'entraîneur du club. Il pratique le rugby à XV jusqu'à l'âge de 43 ans en jouant quelques matchs avec le RC Châteaurenard,. Il exerce la profession de gérant de bar.

## Palmarès
Avec le FC Lourdes
- Championnat de France de première division :
  - Champion  (1) : 1960

Avec l'équipe de France
- Tournoi des Cinq Nations :
  - Vainqueur (1) : 1961

## Statistiques en équipe nationale
- 2 sélections avec l'équipe de France
- Sélections par année : 1 en 1960, 1 en 1961
- Tournoi des Cinq Nations disputé : 1961 (victoire de la France)